# Adherencia
Az adherencia WHO szerinti definíciója „az egyén egészségügyi szakemberrel egyeztetett ajánlásoknak megfelelő viselkedése a gyógyszerszedés, diéta és az életmódváltozás területén”.
Az adherencia szó az angol 'Adherence' (ragaszkodás, pontos betartás) szóból ered, és azt mutatja meg, hogy a beteg mennyire működik együtt az egészségügyi szakemberrel. Három komponense van: a gyógyszerszedés elkezdése, kivitelezése/folytatása és abbahagyása. Ez a megközelítés aktív szerepet szán a páciensnek, és fontos része az önmotiváltság és az önszabályozás a kezelés betartására. Az adherencia hiánya negatívan befolyásolja egy társadalomban a halálozás mértékét és a kórházi költségeket egyaránt.

## Adherencia

### Mérése

#### Közvetett módszerek
- Önbeszámoló/Interjú (páciens, családtag…)
- Terápiás kimenet
- Orvos vagy nővér becslése
- Az elfogyasztott gyógyszermennyiség mérése (pl. tabletták megszámolása)
- Mechanikai monitorozó eszközök

#### Közvetlen módszerek
- Vér/szérum analízis
- Vizeletvizsgálat
- Marker módszerek

### Befolyásoló tényezők[3]

#### A beteg jellemzői
- Szociális/társas jellemzők 
  - Társas helyzet és a támogatás hiánya
  - Családi instabilitás és diszharmónia
  - Szülők elvárásai (gyermekeknél)
  - Lakóhelyi instabilitás (pl. hajléktalanok)
  - Versengő vagy a kezeléssel konfliktusban álló követelmények
  - Az erőforrások hiánya
- Személyes jellemzők
  - Demográfiai jellemzők
  - Pszichiátriai zavarok
  - Feledékenység
  - A kezelés megértésének problémái
- Egészség-hiedelmek
  - Nem megfelelő vagy ellentmondásos egészséghiedelmek
  - Versengő magyarázó modellek

#### A betegség jellemzői
- A betegség súlyossága
- A tünetek jelenléte vagy hiánya
  - Az aszimptomatikus krónikus betegséggel élő betegek gyakran nem működnek együtt a kezeléssel.
  - Ha a tünetek egyértelműek és kellemetlenek, hajlandóbbak együttműködni olyan kezeléssel, ami a tüneteken segít.
- A kedvezőtlen prognózis

#### A kezelés jellemzői
- Előzmények (pl. várakozás, adminisztrációval járó kényelmetlenség, stb.)
- Közvetlen jellemzők (pl. komplexitás, időtartam, kényelmetlenség stb.)
- Végrehajtás (pl. inhaláció)
- Következmények (orvosi és társas „mellékhatások”)

#### Interperszonális tényezők
- Az orvos jellemzői (életkor, nem, kommunikációs stílus, stb.)
- Az orvos-beteg kapcsolat
- Az orvos és beteg eltérő nézetei a betegségről és egészségről
- Az orvos páciensről alkotott megítélése (kommunikációs stílust, átadott információt befolyásolja)

A szociális és szervezeti környezet
- A közvetlen orvosi környezet
  - Után követés, rövidebb várakozási idők, kezelés hozzáférhetősége helyben, egészségügyi dolgozók attitűdje a kezeléssel szemben, stb.
- A közvetlen társas környezet (család, barátok stb.)

Életkorral, nemmel, családi állapottal, végzettséggel, vagy társadalmi helyzettel nem találtak konzisztens kapcsolatot.

## Non-adherencia

### Megjelenési formái:[4]
- A kliens nem váltja ki a gyógyszereket
- A kliens nem kezdi el szedni a gyógyszereket
- A kliens abbahagyja a gyógyszerek beszedését
- A kliens nem megfelelően veszi be a gyógyszert
- A kliens ignorálja az orvosi tanácsokat a táplálkozással, a testedzéssel vagy a rendszeres szűréssel kapcsolatban
- A kliens nem megfelelően hajtja végre az előírt egészségmagatartásokat vagy egyéb tevékenységeket

### Főbb okai
- Feledékenység
- Vélekedések (a gyógyszerelés szükségtelen, vagy mellékhatásoktól való félelem)
- Komplex kezelések
- Rossz beteg-orvos kommunikáció

### Az együttműködés növelésének a haszna:[5]

#### Pénzügyi haszon
A rövidebb kezelési idő, és a kevesebb gyógyszer révén.

#### Orvosi – kezelési – kimeneti haszon
- Kevesebb komplikáció lép fel a kezelés során
- A páciens jobb életminősége
- Csökken a szerekkel szembeni rezisztencia (pl. antibiotikumok)
- Az egészségügyi erőforrások okosabb felhasználása
- Csökken a fájdalom, kevesebb beavatkozás szükséges
- Nő az egyének produktivitása a társadalomban